# Томаш Уєйський
Томаш Уєйський ТІ (пол. Tomasz Ujejski; 19 грудня 1612, Сандомир — 1 серпня 1689, Вільно) — польський політичний і церковний діяч XVII століття, римо-католицький священик, єпископ Київський, єзуїт. Видатний діяч епохи контрреформації. Двоюрідний брат київського унійного митрополита Кипріяна Жоховського.

## Життєпис
Народився в шляхетській родині скромного достатку. Уєйський служив секретарем канцелярії Єжи Оссолінського, потім секретарем, пізніше керівником великої королівської канцелярії короля польського і великого князя литовського Владислава IV і Яна II Казимира.
Був каноніком Плоцьким, Гнєзненським, коммендатором бенедиктинців у Плоцьку, каноніком Вармінським. Протягом 27 років був пов'язаний з Вармією, протягом багатьох років був членом капітули Вармії, з них 25 років в ранзі першого прелата.
З 1656 року — ординарій київський. Після захоплення Києва московським військами під час війни Речі Посполитої з Московським царством, переїхав до Варшави, а потім на Вармію.
Був сенатором Речі Посполитої. Був особисто знайомий з чотирма польськими королями і користувався їхньою довірою.
У 65-річному віці, відмовившись від усіх посад і привілеїв, вступив в єзуїтський орден. Останні 12 років життя провів в монастирі у Вільно.
1—10 серпня 1686 року був делегатом Апостольського нунція на Новогрудську капітулу Василіянського Чину і головував на цій капітулі. Після першої капітули в Новгородовичах 1617 року ця капітула була найважливішою у XVII столітті. На ній було укладено «Угоду» («Nexus») між Київським митрополитом і Василіянським Чином.